# Dap Chhuon
Dap Chhuon (1912-1959), alias Khem Phet, Chhuon Mochulpich ou Chhuon Mchoul Pech est un général, nationaliste cambodgien.
Ancien chef d’un groupe de la rébellion indépendantiste des Khmers issarak basé à Siem Reap pendant le protectorat, il se ralliera aux troupes gouvernementales en 1949 en échange d’un poste de gouverneur avec des pouvoirs étendus. Il reprendra le maquis à la fin des années 1950 et sera tué en 1959.
Il fut avec Son Ngoc Thanh et Sam Sary, l’une des trois figures de proue de l’opposition de droite à Norodom Sihanouk dans les premières années qui suivirent l’indépendance du Cambodge.

## Biographie

### Enfance et début dans l’armée française
Chhuon est né à Siem Reap, mais passa son enfance à Prey Veng.
On ne sait pas grand-chose de sa famille, hormis qu’un de ses frères, Kem Penh, fut trafiquant international d’armes, qu’un autre, Kem Srey, l’assista dans ses activités politiques et qu’un demi-frère du nom de Slat Peou travailla dans diverses ambassades avant de devenir délégué du Sangkum, le mouvement sihanoukiste, à Siem Reap puis d’être exécuté en 1960, accusé d’avoir participé au complot de 1959.
Dans son adolescence, Chhuon rejoignit la garde indochinoise où il obtint le grade de sergent.
Pendant la guerre franco-thaïlandaise, il fut capturé par les forces siamoises avant d’être relâché en 1941, à la fin des hostilités.

### La guérilla indépendantiste
En 1943, il quitte la garde nationale cambodgienne à Bang Mealas, accusé d’avoir déserté en emmenant avec lui la solde de ses hommes.
Au milieu des années 1940, le gouvernement thaïlandais apporte son aide à Chhuon dans la mise en place d’une guérilla francophobe à l’ouest du Cambodge. Il s’était alors retiré à Phnom Kulen, au nord de Siem Reap, où avec une poignée d’hommes, il animait le « front de Kulen ». En août 1946, un groupe disparate d’activistes menés par Chhuon, mais aussi par le prince Norodom Chantarainsey et le communiste Son Ngoc Minh, livrèrent bataille aux troupes françaises pendant plusieurs jours : le comité de libération du peuple khmer, qui groupait plusieurs variantes de la résistance des Khmers Issarak venait de faire parler de lui.

### Au service du gouvernement légal
En 1949, des négociations conduites par Sisowath Sirik Matak amenèrent le ralliement au gouvernement royal de Dap Chhuon et 400 de ses hommes au terme d'une cérémonie grandiose à Angkor Thom. En échange de cette reddition, outre une amnistie générale, il obtint un poste de commandant d’un « corps franc-khmer » et de pouvoir administrer la province de Siem Reap à sa guise,. Il y fait preuve d'une indiscipline totale, faisant à l'occasion double jeu avec les Issarak qu'il ravitaillait de temps à autre et menaçait de rallier en cas d'atteinte à sa liberté d'action.
Chhuon avait toutefois acquis une réputation d’homme brutal qui ne tarda pas à lui aliéner les autres chefs Khmers Issarak. Malgré, ou à cause de cela, il semble avoir été respecté par la paysannerie qui lui attribuait des pouvoirs surnaturels et une invincibilité confortée par ses nombreuses démonstrations de force et son allure intimidante, avec son aspect maigre voire cadavérique. Adepte des amulettes et de surnaturel, il tentait de convaincre son monde qu’il était insensible aux balles, au feu ou aux couteaux. Ses jugements expéditifs faisaient que les délits étaient rares dans sa province et que les touristes étrangers pouvaient visiter les temples d’Angkor en toute sécurité. Dans le même temps, les rentrées fiscales était plus importantes qu’ailleurs dans le pays, ce qui lui assurait une certaine tranquillité vis-à-vis du pouvoir central.
En 1951, Dap Chhuon fonde un nouveau parti dénommé « le Nord-est victorieux ». Il est soutenu par sa famille, des transfuges du Parti démocrate,alors au pouvoir, et ses affidés. D’après Michael Vickery, il aurait aussi bénéficié d’une aide du pouvoir colonial, l’apparition de cette formation signifiant qu’une partie importante du territoire cambodgien pouvait échapper au contrôle du gouvernement démocrate, une situation qui n’était pour déplaire ni à Sihanouk ni aux Français qui se trouvaient alliés en l’occasion pour limiter l’influence du parti majoritaire au parlement.
Alors que le Cambodge acquit son indépendance en 1953, Chhuon est confirmé dans ces attributions. Sihanouk l’enverra même à la conférence de Genève en 1954, pour réfuter les affirmations du Việt Minh qui aurait voulu prétendre que l’ensemble de la guérilla indépendantiste des Khmers Issarak était à leurs côtés.
En octobre 1954, en vue des élections de 1955, il forme une alliance entre son parti « du Nord Est victorieux » et ceux « de la Rénovation khmère » de Lon Nol et Nhiek Tioulong ainsi que le « Parti Populaire » de Sam Nhean qui se proclamaient tous monarchistes, de droite et traditionalistes. Cette alliance fut la colonne vertébrale du Sangkum Reastr Niyum le mouvement créé un peu plus tard par Sihanouk en vue de remporter le scrutin. Chhuon est également nommé directeur de la sécurité nationale – un nouveau titre – avec la responsabilité de superviser les élections, tâche dont il allait s’acquitter d’une manière singulière. En effet, durant la campagne, la milice à ses ordres fut régulièrement impliquée dans des troubles lors des réunions des opposants et des mesures visant à intimider les votants.
Après les élections, Chhuon devint ministre de la sécurité intérieure de Norodom Sihanouk, tout en conservant son poste de gouverneur de la province de Siem Reap.

### Retour dans l’opposition
Bien qu’il ait commencé sa carrière en combattant au côté du Việt Minh, l’anticommunisme de Chhuon se faisait de plus en plus véhément. Cela amena Robert McClintock, l’ambassadeur américain à Phnom Penh de 1954 à 1956, à voir en lui un possible remplaçant à Sihanouk qu’il faudrait soutenir.
Proche pendant toute sa carrière des gouvernements thaïlandais, son aversion pour les forces de gauche franchit les frontières orientales du Cambodge, et, en 1956, Ngô Đình Diệm suggéra à un visiteur américain d’associer les forces de Dap Chhuon à des opérations conjointes contre le Việt Minh et ses alliés. Le département d’État rejeta la proposition, non parce qu’elle contrevenait à la souveraineté du Cambodge, mais parce qu’une telle opération risquait de compromettre Chhuon qui apparaissait alors comme le plus précieux allié des États-Unis auprès de Norodom Sihanouk.
Son désaccord sur la politique de rapprochement avec la Chine, qu’il ne se gênait pas à afficher ouvertement, lui fit perdre son ministère en 1957, ce qui l’amena à s’opposer de manière plus ostensible au régime de Norodom Sihanouk.
À ce moment, il était incité par ses amis thaïlandais à soutenir le général Sarit Thanarat dans sa quête du pouvoir à Bangkok et d’empêcher les troupes cambodgiennes d’attaquer la garnison qui occupait le temple de Preah Vihear. De son côté, Sihanouk, rendu inquiet par des rumeurs de désaffection de Dap Chhuon, décidait de nommer Puth Chhay commandant de la garnison de Kampong Thom, pourtant sous la juridiction du premier nommé. Il semble que c’est à ce moment qu’il a songé à rompre définitivement avec le gouvernement. Il savait qu’il pourrait alors compter sur le Sud-Viêt Nam. Les autorités de Saïgon, en froid avec Sihanouk à cause de leurs incursions répétées dans le nord-est du Cambodge, étaient désireuses de miner un régime qu’elles trouvaient procommuniste. Elles étaient convaincues que seule une déposition de Sihanouk pourrait régler le problème et que Dap Chhuon serait à même d’aider à réaliser ce plan. En février 1959, il fut le seul gouverneur provincial à ne pas se rendre à Phnom Penh pour le mariage de la princesse Bopha Devi, la fille de Norodom Sihanouk, ce que ce dernier interpréta comme une offense personnelle.
Un mois plus tard, en mars, Dap Chhuon était accusé d’avoir fomenté un complot, financé par la CIA, et qui aurait souhaité l'établissement d'un État « libre » incluant les provinces de Siem Reap et Kampong Thom ainsi que les régions du sud du Laos qui étaient contrôlées par le prince laotien de droite Boun Oum. Chhuon regagna la clandestinité dans le Phnom Kulen.
S’ensuivra une alliance improbable avec d’autres leaders conservateurs et nationalistes tels Son Ngoc Thanh et Sam Sary, mais les trois hommes ne seront jamais proches et le nombre de leurs partisans au Cambodge restera insignifiant.
Il fut finalement capturé par les forces sihanoukistes et tué lors de l’année 1959.

## Divers
Le complot de Dap Chhuon à la fin des années 1950 servira de trame au film Ombre sur Angkor réalisé en 1968 par… Norodom Sihanouk.